# Heinz Spielmann (Ökonom)
Heinz Spielmann (geboren 3. November 1919 in Wien; gestorben 18. Dezember 1994 in Clackamas) war ein österreichisch-US-amerikanischer Agrarökonom und Hochschullehrer.

## Leben
Heinz Spielmann war ein Sohn des Kaufmanns Richard Spielmann und der Margarethe Katz. Sein Vater war Besitzer von drei Kinos und Vertreter der US-amerikanischen Filmgesellschaft 20th Century Fox in Österreich. Spielmann besuchte die Handelsakademie Wien, musste den Schulbesuch aber nach dem Anschluss Österreichs Anfang 1938 abbrechen. Die Familie floh nach Frankreich, wo er auf einem Bauernhof bei Dijon Arbeit fand. Im September 1939 erhielt er ein Affidavit einer jüdischen Familie in Portland (Oregon), und ihm gelang die Ausreise in die USA, seine Eltern wurden während der deutschen Besetzung Frankreichs Opfer der deutschen Judenverfolgung. 
Spielmann jobbte als Hilfsarbeiter und wurde ab 1941 als Soldat der US Army auf Kriegsschauplätzen im pazifischen Raum eingesetzt. Ab 1945 studierte er mit der G.I. Bill Ökonomie an der Washington State University in Pullman (Washington) und machte 1949 einen B.A. und 1951 einen M.A. in Business Administration. Spielmann heiratete 1951 die Photographin Jacquelyn McCloud Stephens, sie hatten zwei Kinder. Von 1952 bis 1955 arbeitete er als Marktleiter in einem Kaufhaus in Spokane, danach ging er als Forschungsassistent zurück an die Universität und wurde 1962 in Agrarökonomie promoviert. Er wechselte 1960 an die Montana State University und wurde dort Associate Professor. Ab 1964 war er Associate Professor in Honolulu an der University of Hawaii und wurde dort 1971 Full Professor für Agrarökonomie. Er lehrte vor allem über Agrarmärkte und Agrarpolitik und wirkte auch als Berater der landwirtschaftlichen Genossenschaften im Bundesstaat Hawaii. Er untersuchte die Vermarktungschancen von Papayas, deren Reifungsprozess mit Gammastrahlung beeinflusst wurde. Er wurde 1982 emeritiert und lebte später in Oregon. 

## Schriften (Auswahl)
- Heinz Spielmann, Robert A. Souza: Papaya Marketing on Oahu: Retail Markup Analysis and Consumer Behavior Study. College of Tropical Agriculture, Hawaii Agricultural Experiment Station, University of Hawaii, 1973
- Carlos Widmann, Heinz Spielmann: An interindustry analysis of the economy of Maui County. Honolulu, 1977
- Heinz Spielmann, J. Ishida: Structure, Conduct and Performance of Cooperative Associations in Hawaii. Honolulu, 1981